# Franz Heinrich Bispink
Franz Heinrich Bispink (* 29. August 1749 in Dülmen; † 5. Juni 1820 in Halle (Saale)) war ein konvertierter Franziskanermönch; er war Verlagsbuchhändler und Autor.

## Leben und Ausbildung
Nach fünfjährigem Besuch des Jesuitenkollegs Coesfeld trat Franz Heinrich Bispink in den Orden der Franziskaner ein; sein Ordensname lautete Benevenutus. Anschließend studierte er Philosophie und besuchte den Unterricht an verschiedenen Klöstern. 1773 wurde er in Münster zum Priester geweiht. In der Folge lebte er in Warendorf und Rietberg. 1782 wurde er zum Kloster Hardenberg geschickt; 1783 verließ er den Orden.
Nach kurzem Aufenthalt in Schwelm und Hagen ging er 1784 nach Halle. Er heiratete eine Tochter des (evangelischen) Eigentümers der Weimarer Hofbuchdruckerei Conrad Jacob Leonhard Glüsing; sie starb Ende 1815, „alt 48 Jahr“. Eine Tochter aus dieser Ehe heiratete 1824 den Goldschmied Johann Heinrich Böhlau; der Verleger Hermann Böhlau (1826–1900) war das erste überlebende Kind dieser Ehe.
In Halle wurde Bispink Buchhändler, Magister und später Professor an der dortigen Universität. Zu dieser Zeit verfasste er auch mehrere anonyme Schriften gegen die kirchliche Gewalt. Er war ein Freund und Verleger von Friedrich Christian Laukhard. In dessen letztem Roman Wilhelm Steins Abentheuer diente Bispink wahrscheinlich als Vorlage für den Helden – einen entlaufenen Franziskanermönch.
Bispink starb am 5. Juni 1820, „alt 69 Jahr 9 Monate“. Den Nachlass betreute J. G. E. Maaß, ein Schwager von Bispinks Ehefrau.

## Schriften

### Selbständige Veröffentlichungen
- Fragmenta psychologico-moralia. Hagen: Voigt 1784. 93S. (ULB Münster)
- Sincerus, der Reformator. Frankfurt/M., Leipzig 1787
- Briefe eines Hottentotten über die gesittete Welt. 2 Bde. Halle: 1787–1788. Mikrofiche-Ausg.: München: Saur, 1990–1994. 3 Mikrofiches. [Werk ursprünglich anonym erschienen.]
- Anmerkungen zu der [von Laukhard verfertigten] Übersetzung der Abhandlung des Grafen von Arco über den Einfluß des Handels auf den Geist und die Sitten der Völker. o. O. 1788
- [anonym] Beiträge Beleuchtungen und rechtliche Urkunden zu Trencks Lebensgeschichte. Veritas virtutis vindex. Gebrüder Ehrlich und Redlich, Wahrheitsburg 1793. Digitalisat.
- Briefe eines preußischen Augenzeugen über den Feldzug des Herzogs von Braunschweig gegen die Neufranken im J. 1792. Bde. 3–4 [1 und 2 sind von Laukhard]. Germanien [Thorn, Altona, Erfurt: Verlagsgesellsch.] 1794 [von den ersten Teilen erschien eine 2., unveränd. Aufl. Leipzig 1795] (Teil 4 UB Münster)
- Leben und Schicksale Paters Guido Schulz, Franziskaners in Westphalen. [Halle] 1802 [mutmaßl. Verf.]
- Pater Seraphim. Eine Klostergeschichte. Rom 1804
- Napoleon ad praecipia regiminis et bellorum suorum momenta satiricis versibus adumbratus, ut sit speculo principibus ac populis; latinis etiam scholis usui. Halle 1814
- Eine Prise für Sie, meine Herren. o. O. und J.

### Unselbständige Veröffentlichungen
- in: Kath. Magazin 1, 1845: Ueber den Verdienstschatz der Heiligen; Der Ablaß; J. Kössings Liturgische Vorlesungen über die heilige Messe
- Bibliothek für Denker 1783–1786: [Themen:] Zeitungsmonopolium in München; Zustand der Aufklärung in Bayern; Neueste Methode, Litteratur und Buchhandel zu befördern; Mirakel in München, nebst einem kleinen Zug Bayrischer Sitte; Kurfürstlich-Bayerische Verordnungen; Münchner Methode, Menschen, die von wütenden Hunden gebissen wurden, zu kurieren; Über verschiedene Bayerische Anstalten; Recensionen über Faustin und die Schrift vom Bücherverbote, nebst noch kleinen meistens mit „Sp“ bezeichneten Aufsätzen; Auszug bayrischer Verordnungen; Aus Bayern; Kurzer Entwurf einer Charakteristik der Sitten in Bayern
- Teutscher Zuschauer 1785f. [mehrere Beitr., zunächst anonym, in der 2. Aufl. namentlich, u. a.]: Über Sitten, Religion und Regierung in München; Jg. 1786: Eselsprozession in München
- Reichsanzeiger 1795, Nr. 217: Briefe eines Preussischen Augenzeugen […]
- Klein/Schröter: Quartalschr. für Christenthum und Gottesgelahrtheit, o. J., Bd. 1, H. 4.

### Sonstiges
- Übersetzungen: Abendstunden des Kochs des Königs von Preußen [aus dem Frz.]. o. O. 1785; Neuaufl. u.d.T.: Philosophische Abendstunden des Kochs des Königs von Preußen [aus dem Frz.]. Boston [Leipzig] 1786 – Das Weib und der Mönch. Aus dem Französischen des Herrn M. [mit Anm.]. Halle 1789.
- Erwähnungen in: Thoma 1909, S. 146.
- Nachschlagewerke: Hamberger/Meusel, 5. Aufl., Bd. 1, 1797; Bd. 9, 1801; Bd. 17, 1820; Bd. 22,1, 1829 – Raßmann, 1. Nachtr. 1815; 2. Nachtr. 1818; 3. Nachtr. 1824 – Raßmann 1826 – Raßmann 1866 – Dt. Biogr. Archiv, Fiche 105, Sp. 74–77, Fiche 1425, Sp. 159–160.

## Nachweise
1. ↑  laut Raßmann 1866; nach der Altersangabe in der Todesmeldung ein Jahr später.
2. ↑  Vgl. Laukhards Leben und Schicksale, 4. Theil, 2. Abth., S. 258.
3. ↑  Civilregister der Ulrichs-Gemeinde zu Halle. Gestorbene im Jahre 1815, Eintrag Nr. 124; Kopie in Commons (eingesehen auf ancestry.de); Hallisches patriotisches Wochenblatt vom 6. Januar 1816, S. 15.
4. ↑  Hallisches patriotisches Wochenblatt vom 23. Oktober 1824, S. 1013.
5. ↑  Todesanzeige der Tochter Caroline und Kirchenangabe in Hallisches patriotisches Wochenblatt vom 10. und 17. Juni 1820, Beylage S. 516 und S. 525.
6. ↑  Hallisches patriotisches Wochenblatt vom 8. Juli 1820, S. 596.

| Personendaten    | Personendaten                                                                    |
| ---------------- | -------------------------------------------------------------------------------- |
| NAME             | Bispink, Franz Heinrich                                                          |
| KURZBESCHREIBUNG | deutscher Verlagsbuchhändler und Schriftsteller, konvertierter Franziskanermönch |
| GEBURTSDATUM     | 29. August 1749                                                                  |
| GEBURTSORT       | Dülmen                                                                           |
| STERBEDATUM      | 5. Juni 1820                                                                     |
| STERBEORT        | Halle (Saale)                                                                    |